# Puclice
Puclice (mn. č., tedy v Puclicích, německy Putzlitz) jsou obec v okrese Domažlice v Plzeňském kraji. Leží čtrnáct kilometrů severovýchodně od Domažlic a 3,5 kilometru západně od Staňkova. Žije v ní 365 obyvatel.

## Historie
První písemná zmínka o obci pochází z roku 1379.

## Obyvatelstvo
| Rok            | 1869 | 1880 | 1890 | 1900 | 1910 | 1921 | 1930 | 1950 | 1961 | 1970 | 1980 | 1991 | 2001 | 2011 | 2021 |
| -------------- | ---- | ---- | ---- | ---- | ---- | ---- | ---- | ---- | ---- | ---- | ---- | ---- | ---- | ---- | ---- |
| Počet obyvatel | 628  | 668  | 661  | 709  | 800  | 729  | 714  | 450  | 476  | 431  | 416  | 355  | 302  | 334  | 360  |
| Počet domů     | 114  | 119  | 119  | 125  | 124  | 123  | 131  | 133  | 115  | 116  | 113  | 120  | 120  | 125  | 127  |

## Obecní správa

### Části obce
- Doubrava
- Malý Malahov
- Puclice

V letech 1869–1889 k obci patřily i Křenovy.

### Obecní symboly
Znak a vlajka byly obci uděleny rozhodnutím předsedy Poslanecké sněmovny Parlamentu České republiky dne 18. dubna 2014.

## Pamětihodnosti
- Tvrz Puclice
- Kaplička svaté Maří Magdalény, u rybníka
- Socha svatého Jana Nepomuckého u polní cesty do lesa Strachotína
- Židovský hřbitov

## Galerie

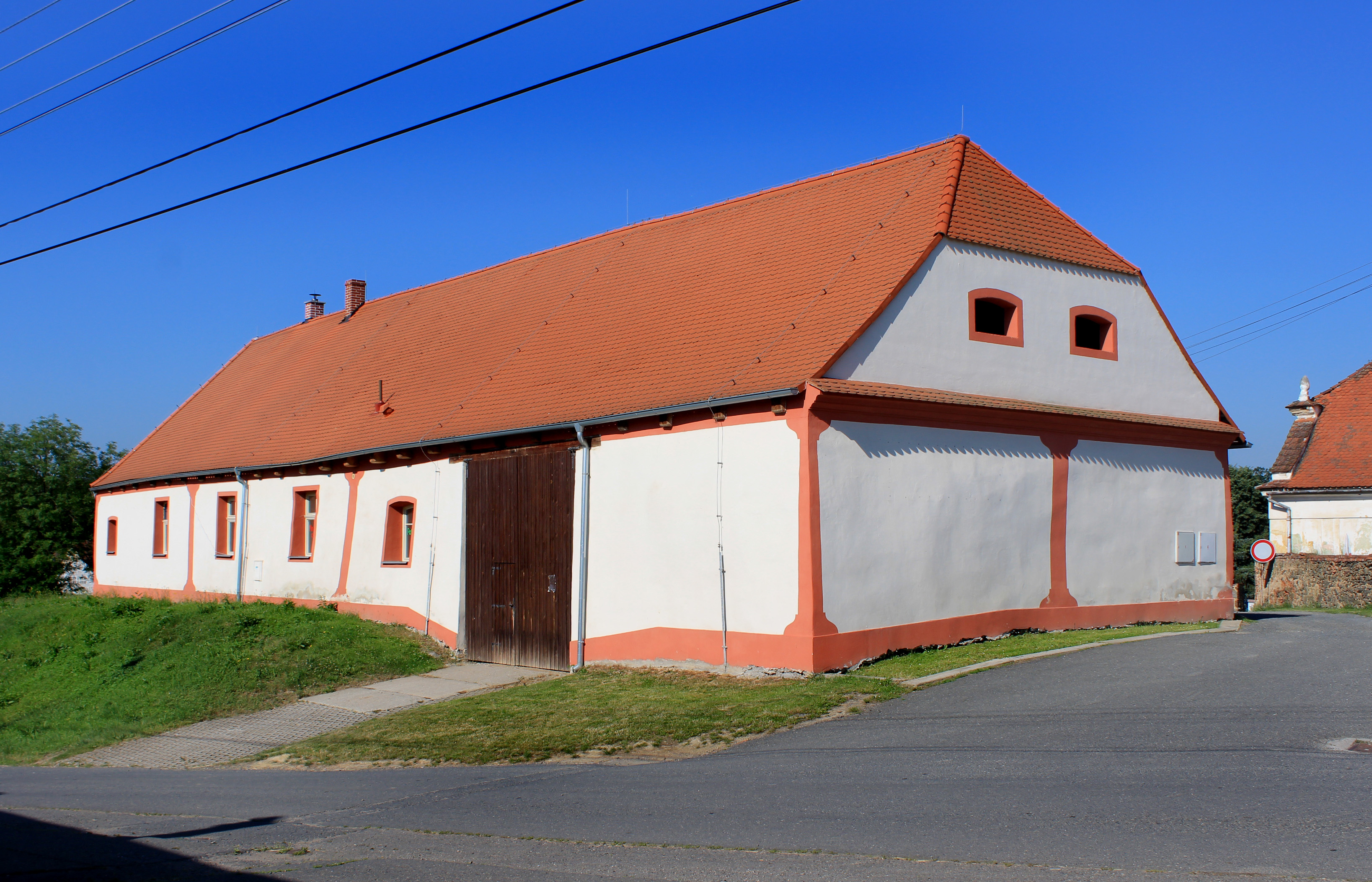
Památkově chráněný zemědělský dvůr
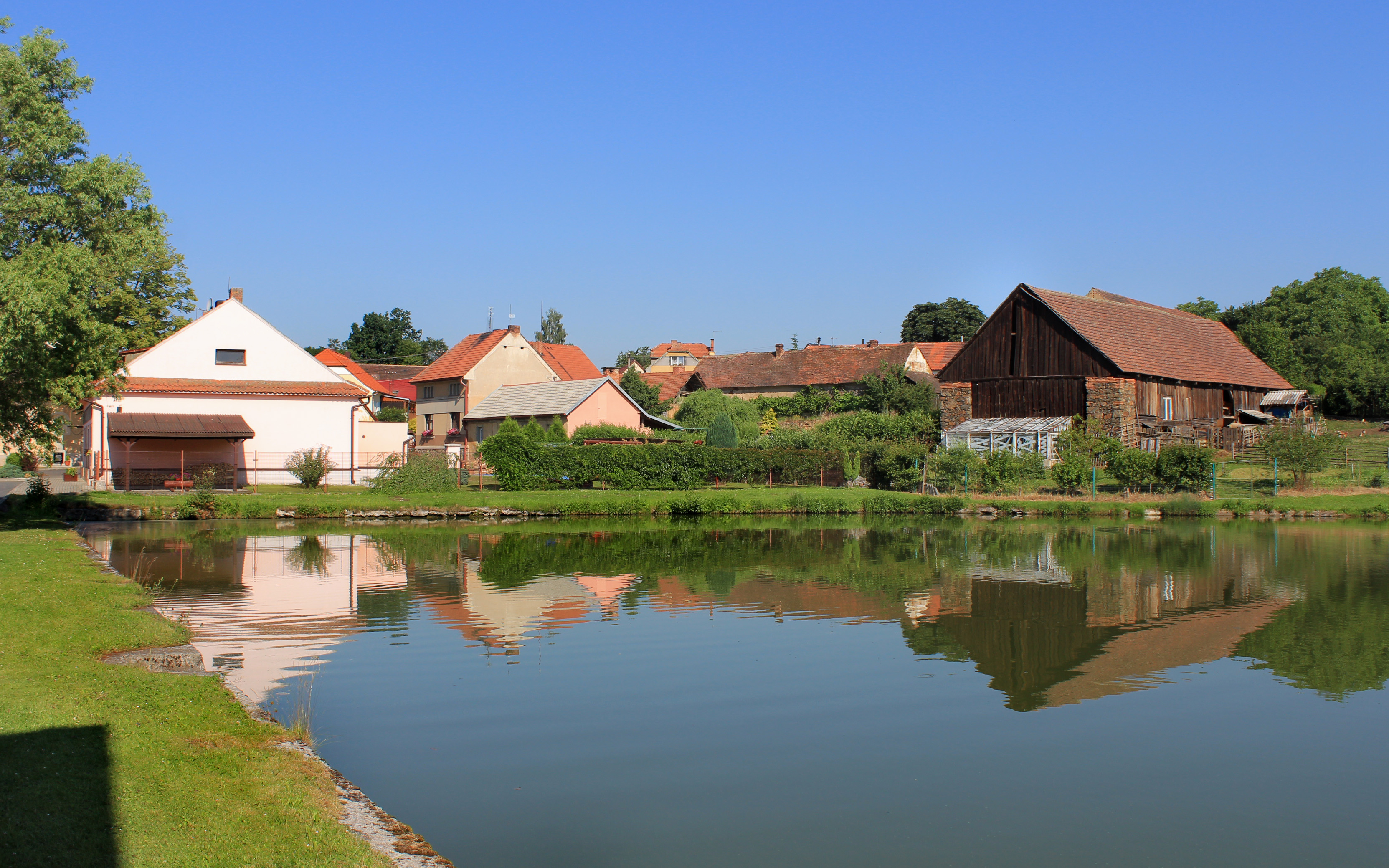
Rybník u návsi
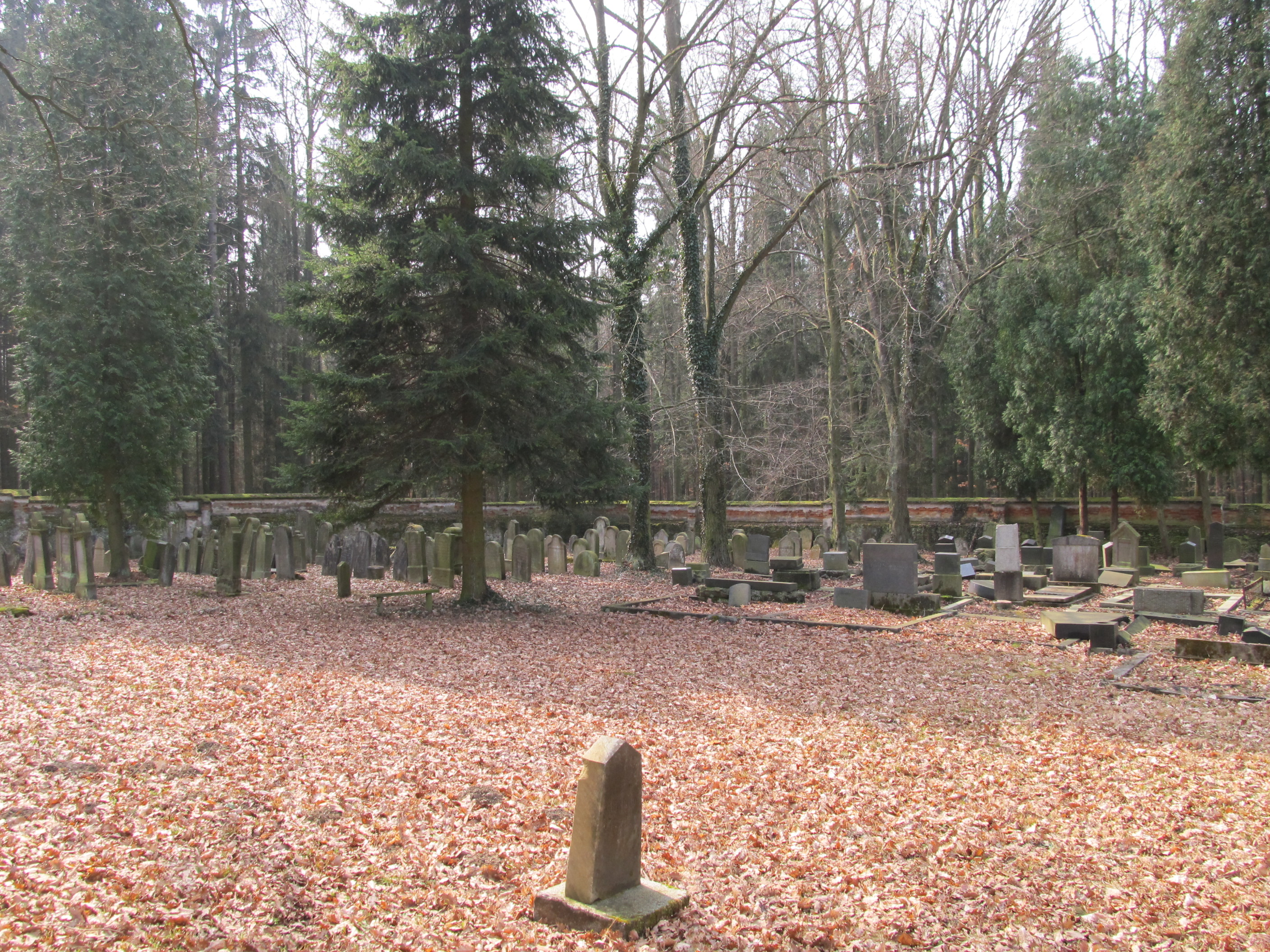
Židovský hřbitov